# Ванс (округ)
Округ Ванс (англ. Vance County) располагается в штате Северная Каролина, США. Официально образован в 1881 году. По состоянию на 2010 год, численность населения составляла 45 422 человека.

## География
По данным Бюро переписи США, общая площадь округа равняется 699,301 км2, из которых 657,861 км2 суша и 41,440 км2 или 6,040 % это водоемы.

## Население
По данным переписи населения 2000 года в округе проживает 42 954 жителей в составе 16 199 домашних хозяйств и 11 647 семей. Плотность населения составляет 65,00 человек на км2. На территории округа насчитывается 18 196 жилых строений, при плотности застройки около 28,00-ми строений на км2. Расовый состав населения: белые — 48,21 %, афроамериканцы — 48,31 %, коренные американцы (индейцы) — 0,20 %, азиаты — 0,39 %, гавайцы — 0,03 %, представители других рас — 2,03 %, представители двух или более рас — 0,84 %. Испаноязычные составляли 4,56 % населения независимо от расы.
В составе 33,50 % из общего числа домашних хозяйств проживают дети в возрасте до 18 лет, 47,00 % домашних хозяйств представляют собой супружеские пары проживающие вместе, 20,40 % домашних хозяйств представляют собой одиноких женщин без супруга, 28,10 % домашних хозяйств не имеют отношения к семьям, 24,20 % домашних хозяйств состоят из одного человека, 9,90 % домашних хозяйств состоят из престарелых (65 лет и старше), проживающих в одиночестве. Средний размер домашних хозяйств составляет 2,60 человека, и средний размер семьи 3,06 человека.
Возрастной состав округа: 27,10 % моложе 18 лет, 8,90 % от 18 до 24, 28,80 % от 25 до 44, 22,60 % от 45 до 64 и 22,60 % от 65 и старше. Средний возраст жителя округа 35 лет. На каждые 100 женщин приходится 89,70 мужчин. На каждые 100 женщин старше 18 лет приходится 84,30 мужчин.
Средний доход на домохозяйство в округе составлял 31 301 USD, на семью — 36 389 USD. Среднестатистический заработок мужчины был 28 284 USD против 21 433 USD для женщины. Доход на душу населения составлял 15 897 USD. Около 16,30 % семей и 20,50 % общего населения находились ниже черты бедности, в том числе — 27,70 % молодежи (тех, кому ещё не исполнилось 18 лет) и 19,30 % тех, кому было уже больше 65 лет.